# Banner Pilot
Banner Pilot est un groupe américain de punk rock, originaire de Minneapolis, dans le Minnesota.

## Histoire
Le groupe est formé par Nate Gangelhoff et Nick Johnson en 2005 à la suite de la séparation de leur précédent groupe, Rivethead. La même année, ils sortent une démo qui reçoit des critiques positives de Punknews et de Razorcake. L'année suivante, ils sortent l'EP Pass the Poison et partent en tournée sur la côte est, attirant ainsi l'attention de Go-Kart Records.
Fin 2007 et début 2008, le groupe enregistre son premier album chez Go-Kart Records, Resignation Day. Mike quitte le groupe pour retourner aux études et Corey est recruté comme remplaçant pour la tournée d'été sur la côte ouest.
En avril 2009, Banner Pilot signe avec Fat Wreck Chords. Leur premier album pour le label, intitulé Collapser, sort le 1er septembre 2009. Peu après, ils entament une tournée sur la côte est pour promouvoir l'album avec leurs collègues Dead to Me et Teenage Bottlerocket, notamment au Gainesville Fest, en Floride.
En avril 2010, le groupe effectue une tournée européenne, qui inclut un arrêt au Groezrock, un festival de musique annuel en Belgique. En juillet 2013, il est annoncé que le groupe avait écrit 13 nouvelles chansons et travaillait sur une 14e pour un prochain album, qui comprendrait 11 ou 12 des meilleures chansons. L'album suivant du groupe, Souvenir, sort finalement en avril 2014.

## Discographie

### Albums studio
- 2008 : Resignation Day
- 2009 : Collapser
- 2011 : Heart Beats Pacific
- 2014 : Souvenir

### EP
- 2006 : Pass the Poison

### Split
- 2007 : Banner Pilot / Monikers